# Laphria ferruginosa
Laphria ferruginosa är en tvåvingeart som beskrevs av Wulp 1872. Laphria ferruginosa ingår i släktet Laphria och familjen rovflugor. Inga underarter finns listade i Catalogue of Life.